# Ligne Yotsubashi
La ligne Yotsubashi (四つ橋線, Yotsubashi-sen) est une ligne du métro d'Osaka au Japon. Elle relie la station de Nishi-Umeda à celle de Suminoekōen. Sur les cartes, sa couleur est bleue, et elle est identifiée avec la lettre Y.

## Histoire
La ligne est inaugurée le 10 mai 1942 entre Daikokuchō et Hanazonochō. Le 1er juin 1956, la ligne est prolongée au sud vers Kishinosato, puis à Tamade le 31 mai 1958. Le 1er octobre 1965, l'extension nord vers Nishi-Umeda est ouverte. Enfin, le 9 novembre 1972, la ligne arrive à Suminoekōen.
Son rôle est de dédoubler la ligne Midōsuji sur le tronçon central passablement saturé durant les années 1960-70,entre le terminus d'Umeda et Daikokucho. Elle ne sont séparé que de 500m maximum sur ce troncon.
Depuis le 1er avril 2018, la ligne n'est plus exploitée par le Bureau municipal des transports d'Osaka mais par la compagnie privée Osaka Metro.

## Caractéristiques techniques

### Ligne
- Écartement : 1 435 mm
- Alimentation : 750 V par troisième rail
- Vitesse maximale : 70 km/h

### Tracé
Longue de 11,4 km, la ligne traverse Osaka du nord au sud en passant par les arrondissements de Kita, Nishi, Naniwa, Nishinari, et Suminoe.

### Liste des stations
La ligne comporte 11 stations, identifiées de Y11 à Y21.
| Numéro | Station     | Nom japonais | Distance (km) | Correspondances | Arrondissement |
| ------ | ----------- | ------------ | ------------- | --- | -------------- |
| Y11    | Nishi-Umeda | 西梅田       | 0             | Métro d'Osaka : Tanimachi (à Higashi-Umeda), Midōsuji (à Umeda) Hankyū : Kōbe, Takarazuka, Kyōto (à Osaka-Umeda) Hanshin : Hanshin (à Osaka-Umeda) JR West : JR Kyōto, JR Kōbe, Fukuchiyama, Ligne circulaire d'Osaka (à Osaka), JR Tōzai (à Kitashinchi) | Kita           |
| Y12    | Higobashi   | 肥後橋       | 1,3           | Keihan : Nakanoshima (à Watanabebashi) | Nishi          |
| Y13    | Honmachi    | 本町         | 2,2           | Métro d'Osaka : Chūō, Midōsuji | Nishi          |
| Y14    | Yotsubashi  | 四ツ橋       | 3,2           | Métro d'Osaka : Midōsuji, Nagahori Tsurumi-ryokuchi (à Shinsaibashi) | Nishi          |
| Y15    | Namba       | 難波         | 4,1           | Métro d'Osaka : Midōsuji, Sennichimaei Hanshin : Namba (à Osaka-Namba) Kintetsu : Namba (à Osaka Namba) JR West : Yamatoji (à JR Namba) Nankai : Nankai, Kōya                                                                                             | Naniwa         |
| Y16    | Daikokucho  | 大国町       | 5,3           | Métro d'Osaka : Midōsuji | Naniwa         |
| Y17    | Hanazonocho | 花園町       | 6,6           | | Nishinari      |
| Y18    | Kishinosato | 岸里         | 7,7           | | Nishinari      |
| Y19    | Tamade      | 玉出         | 9,0           | | Nishinari      |
| Y20    | Kitakagaya  | 北加賀屋     | 10,1          | | Suminoe        |
| Y21    | Suminoekoen | 住之江公園   | 11,8          | Métro d'Osaka : Nankō Port Town | Suminoe        |

## Matériel roulant
La ligne Yotsubashi utilise des rames de métro série 23 depuis 1990.

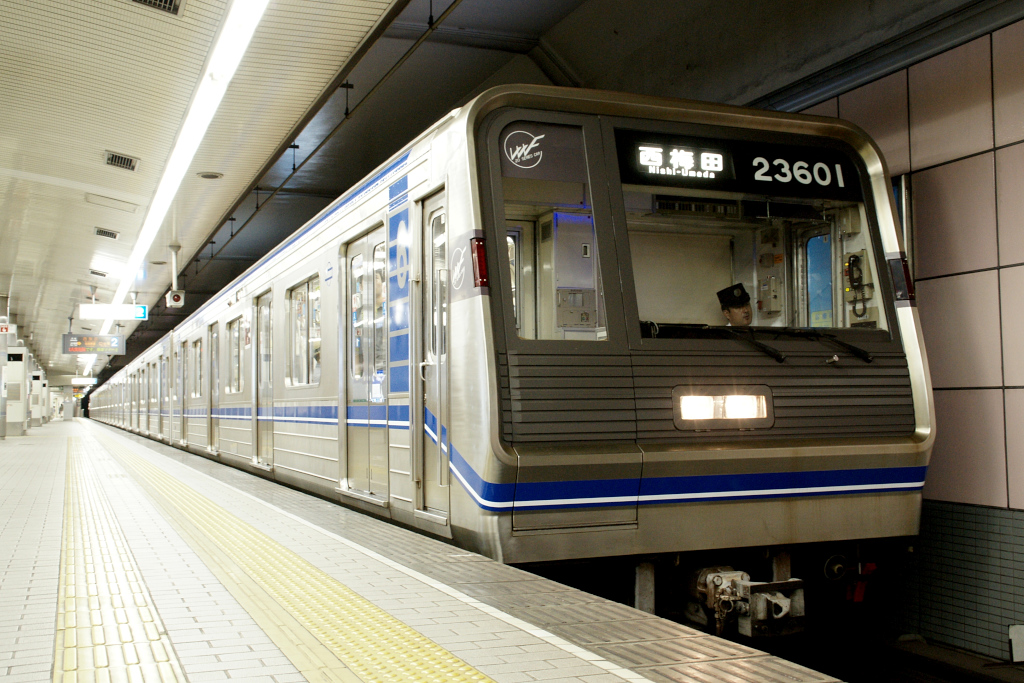
Série 23